# 黒石市国民健康保険黒石病院
黒石市国民健康保険黒石病院（くろいししこくみんけんこうほけんくろいしびょういん）は青森県黒石市北美町にある医療機関。

## 診療科
出典
- 消化器内科
- 内科
- 糖尿病・内分泌内科
- 脳神経内科
- 小児科
- 消化器外科
- 外科
- 整形外科
- 産婦人科
- 眼科
- 耳鼻咽喉科
- 脳神経外科
- 麻酔科
- 放射線科
- 皮膚科
- 泌尿器科
- リハビリテーション科

## 施設学会認定
出典
| 日本内科学会認定医制度教育関連病院                               | 日本消化器病学会専門医制度認定病院   |
| 日本消化器内視鏡学会認定指導施設                                 | 日本肝臓学会認定関連施設             |
| 日本糖尿病学会認定教育施設                                       | 日本高血圧学会専門医制度認定施設     |
| 日本外科学会専門医制度修練施設                                   | 日本整形外科学会専門医制度研修施設   |
| 日本周産期・新生児医学会専門医暫定研修施設                       | 日本脳卒中学会認定研修教育病院       |
| 日本麻酔科学会認定病院                                           | 日本病院会優良二日人間ドック施設     |
| 日本静脈経腸栄養学会ＮＳＴ稼動施設（ＮＳＴ：栄養サポートチーム） | 医療安全全国共同行動参加登録施設     |
| 学会認定・輸血看護師制度指定研修施設                             | 日本輸血・細胞治療学会Ｉ＆Ａ認証施設 |
| 青森県肝疾患に関する専門医療機関                                 | 青森県がん診療連携推進病院           |
| 臨床研修指定病院                                                 | 産科医療補償制度加入機関             |
| 救急告示病院                                                     | 災害拠点病院                         |